# Christian Freuding

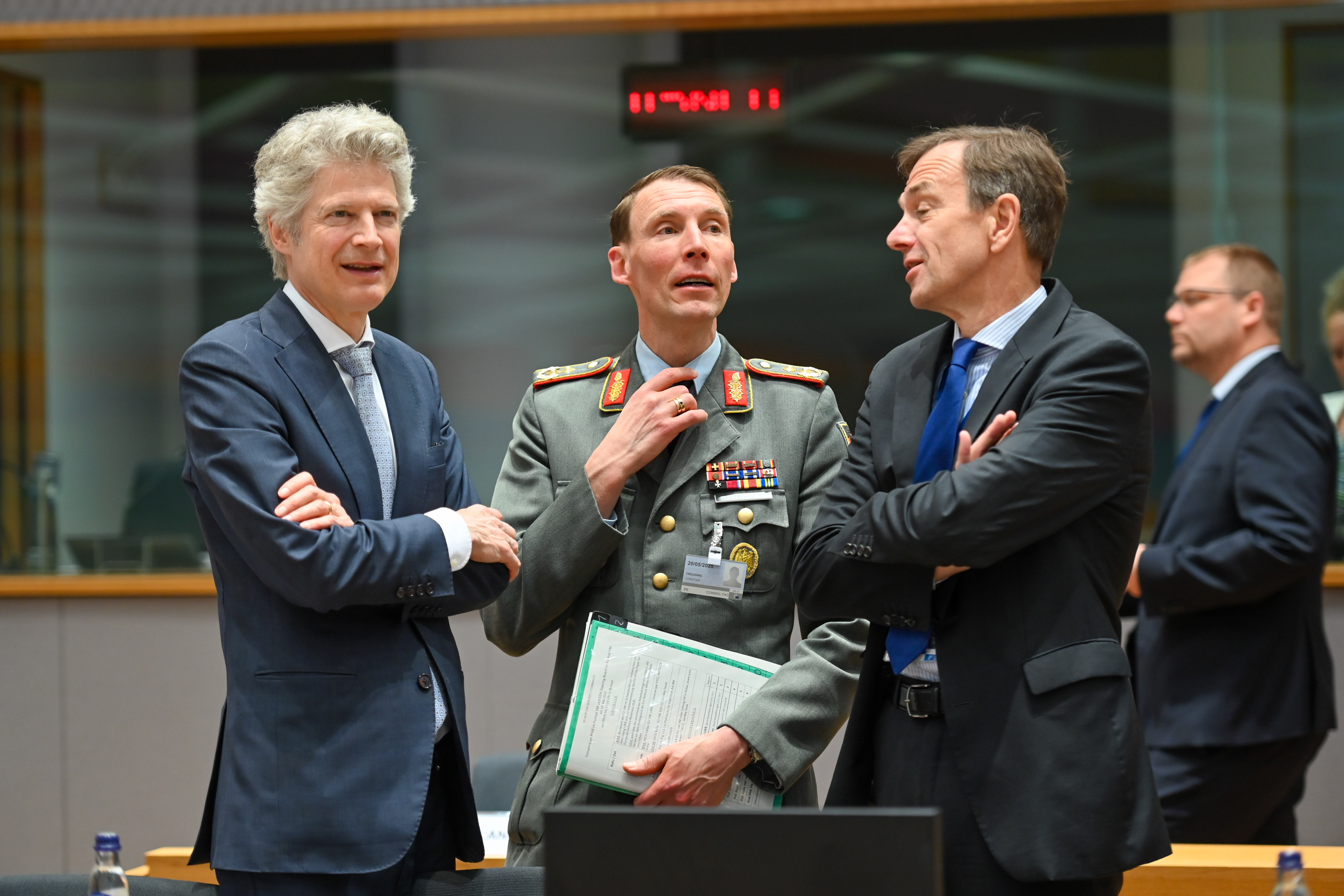
Christian Freuding (Zentrum)

Christian Freuding (* 20. August 1971 in Weiden in der Oberpfalz) ist ein Generalmajor des Heeres der Bundeswehr, Leiter des Lagezentrums Ukraine und des Planungs- und Führungsstabs des Bundesministers der Verteidigung in Berlin. Er ist designierter Inspekteur des Heeres.

## Militärische Laufbahn

### Ausbildung und erste Verwendungen
Freuding trat 1990 in die Bundeswehr ein und wurde als Offizieranwärter im Panzeraufklärungsbataillon 12 in Ebern sowie an der Panzertruppenschule in Munster zum Offizier ausgebildet. Anschließend studierte er Politikwissenschaft an der Universität der Bundeswehr Hamburg. Es folgte 1998 eine Verwendung als Zugführer im Panzeraufklärungslehrbataillon 3 in Lüneburg. Er promovierte 1999 bei Michael Staack an der Helmut-Schmidt-Universität/Universität der Bundeswehr Hamburg zum Dr. phil. Im Jahre 2000 wurde er Kompaniechef der 2. Kompanie desselben Bataillons und 2003 Hörsaalleiter der Unteroffizier- und Offizierausbildung an der Panzertruppenschule in Munster.

### Dienst als Stabsoffizier
Von 2004 bis 2006 nahm Freuding am 1. Nationalen Generalstabslehrgang Streitkräfte an der Führungsakademie der Bundeswehr in Hamburg teil, wo er zum Offizier im Generalstabsdienst ausgebildet wurde. Er schloss den Lehrgang, zu dieser Zeit im Dienstgrad Major, als Jahrgangsbester ab, wofür er mit dem General-Heusinger-Preis geehrt wurde. Anschließend diente Freuding als G3-Stabsoffizier (Ausbildung und Übung) im Stab der 14. Panzergrenadierdivision in der Tollense-Kaserne in Neubrandenburg. 2008 folgte die Teilnahme am Advanced Command and Staff Course des Joint Services Command and Staff College in Shrivenham im Vereinigten Königreich. Zurück in Deutschland wurde Freuding 2009 Referent für Europäische Verteidigungspolitik und Stabsoffizier beim Leiter des Planungsstabes des Bundesministers der Verteidigung im Bendlerblock in Berlin. Darauf wurde er 2012 Bataillonskommandeur  des Aufklärungslehrbataillons 3 (vormals Panzeraufklärungslehrbataillon 3) in der Theodor-Körner-Kaserne in Lüneburg. Nach knapp zweijähriger Kommandeurszeit wechselte er 2013 zurück ins Bundesministerium der Verteidigung, um als Referent der Adjutantur des Generalinspekteurs der Bundeswehr und des Stellvertreters des Generalinspekteurs der Bundeswehr in Berlin tätig zu sein. Ab 2014 war Freuding stellvertretender Adjutant und Adjutant der Bundesministerin der Verteidigung, in dieser Zeit hauptsächlich Ursula von der Leyen, in Berlin.

### Dienst als General
Am 6. September 2019 übernahm Freuding die Führung der Panzerlehrbrigade 9 von seinem Vorgänger Ullrich Spannuth, der als Kommandeur zum Ausbildungszentrum Munster wechselte. Im Juni 2020 wurde er auf diesem Dienstposten zum Brigadegeneral befördert. Seit der Übergabe des Kommandos der Panzerlehrbrigade am 28. April 2022 an seinen Nachfolger Lutz Kuhn leitet Freuding das Lagezentrum Ukraine im Bundesministerium der Verteidigung. Seit Mai 2023 ist er zudem Leiter des neu errichteten Planungs- und Führungsstabs des Bundesministers der Verteidigung. In dem Amt als Leiter des Planungsstabs erfolgte die Beförderung zum Generalmajor. Im Juli 2025 wurde bekannt, dass Freuding im September zum neuen Inspekteur des Heeres ernannt werden soll.

### Auslandseinsätze
Freuding war 2002 Kompaniechef beim Einsatzverband der Stabilisation Force (SFOR) in Bosnien und Herzegowina sowie von 2007 bis 2008 Chef des Stabes beim Provincial Reconstruction Team (PRT) der International Security Assistance Force (ISAF) in Kundus in Afghanistan.

### Auszeichnungen, Ehrenzeichen und Orden
- 2002 Einsatzmedaille der Bundeswehr SFOR in Bronze
- 2002 NATO-Medaille Former Yugoslavia
- 2006 General-Heusinger-Preis
- 2008 Einsatzmedaille der Bundeswehr ISAF in Bronze
- 2008 NATO-Einsatzmedaille ISAF
- 2024: Verdienstorden 3. Klasse der Ukraine[7]

## Privates
Freuding ist verheiratet und hat zwei Kinder.

## Trivia
Freuding ist auch bei Sozialen Medien aktiv und hat sich vor allem auf YouTube mit Erklärungen zum Russisch-Ukrainischen Krieg einen Namen gemacht. Manche Videos erreichten über eine Million Aufrufe.

## Veröffentlichungen
- Deutschland in der Weltpolitik: die Bundesrepublik Deutschland als nichtständiges Mitglied im Sicherheitsrat der Vereinten Nationen in den Jahren 1977/78, 1987/88 und 1995/96. Nomos Verlag, Baden-Baden 2000, ISBN 978-3-7890-6958-1 (Dissertation).
- Streitkräfte als Instrument deutscher Außen- und Sicherheitspolitik seit Mitte der neunziger Jahre. In: Helmut-Schmidt-Universität/Universität der Bundeswehr Hamburg, Institut für Internationale Politik (Hrsg.): Studien zur internationalen Politik. Band 1, 2007, ISSN 1431-3545, DNB 984445579.